# AirAsia
AirAsia Berhad je malajsijská nízkonákladová letecká společnost se sídlem v Kuala Lumpuru. Jedná se o největší aerolinii Malajsie podle flotily a destinací. Má hlavní leteckou základnu na Letišti Kuala Lumpur, konkrétně na zdejším terminálu klia2 pro nízkonákladové dopravce. Zajišťuje vnitrostátní i mezinárodní lety svými Airbusy A320 a A320neo. Byla založena 20. prosince 1993. AirAsia nabízí možnost cestování ve dvou třídách – Economy a Premium Promo. V květnu 2017 létala do 81 destinací, přičemž celá skupina dohromady do 165 destinací ve 25 zemích. Sloganem této společnosti je "Now Everyone Can Fly" (česky „Teď všichni mohou létat"), v roce 2016 zaměstnávala kolem 17 000 lidí.
Má sesterské společnosti v dalších asijských zemích, které se jmenují také AirAsia s názvem dané země: thajská AirAsia, indonéská AirAsia, filipínská AirAsia, japonská AirAsia, vietnamská AirAsia, čínská AirAsia a indická AirAsia. Její sesterská společnost AirAsia X se zaměřuje na dálkové lety. V roce 2016 tato skupina přepravila 56,5 milionů lidí.
Od roku 2008 společnost pravidelně vyhrává ocenění nejlepší nízkonákladová letecká společnost (vč. roku 2016), to je udělované společností Skytrax.

## Flotila

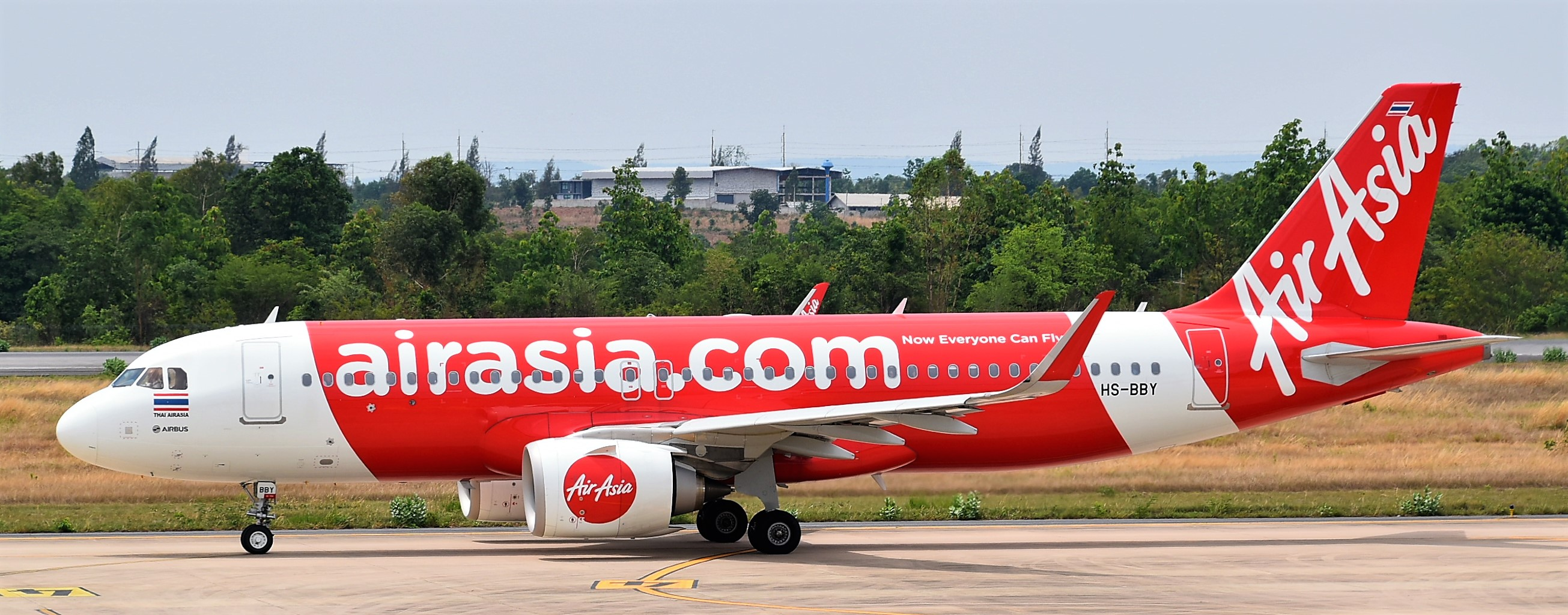
Airbus A320neo AirAsia, 2017

Flotila AirAsie se v květnu 2017 skládala z následujících letadel průměrného stáří 6 let.
| Letadla        | Počet | Objednávky | Cestující | Poznámky |
| -------------- | ----- | ---------- | --------- | -------- |
| Airbus A320    | 73    | –          | 180       |          |
| Airbus A320neo | 3     | 265        | 186       |          |
| Airbus A321neo | –     | 100        | 236       |          |
| Celkem         | 76    | 365        |           |          |